# Tully (pel·lícula de 2018)
Tully és una pel·lícula de comèdia dramàtica americana del 2018 dirigida per Jason Reitman i escrita per Diablo Cody. Protagonitzada per Charlize Theron, Mackenzie Davis, Mark Duplass i Ron Livingston; segueix l'amistat d'una mare de tres fills amb la mainadera. És la quarta col·laboració entre Reitman i Cody, després de Juno (2007), Jennifer's Body (2009) i Young Adult (2011), aquesta darrera també protagonitzada per Theron.
El film es va estrenar al Festival de Cinema de Sundance de 2018, i es va estrenar als cinemes estatunidencs el 4 de maig de 2018 per Focus Features. Va rebre majoritàriament crítiques positives, elogiant-ne les interpretacions de Theron i Davis i la representació de la paternitat.
Es va estrenar el 22 de juny de 2018 a Espanya i s'estrenarà el 27 de juny de 2018 a França i el 28 de juny de 2018, a Itàlia.

## Argument
Marlo, una mare de dos fills lluitadora, està embarassada d'un tercer fill no desitjat. Jonah, el seu fill, té un desordre del creixement que els doctors no han sigut capaços de diagnosticar; i ella fa servir el protocol Wilbarger per rentar-li la pell en un intent de reduir-ne la sensibilitat. Quan Marlo i el seu marit Drew van a dinar a casa de Craig, el germà ric de Marlo, aquest s'ofereix a pagar per una mainadera de nit com a regal de "baby shower" però Marlo ho rebutja.
Marlo dona a llum una filla, a qui posa el nom de Mia, i ràpidament es veu aclaparada i exhausta. Després que el director de l'escola de Jonah recomana que se'l traslladi de centre educatiu, Marlo perd el control i busca la informació de contacte de la mainadera de nit. 
Aquella nit, Marlo rep la visita de Tully, la mainadera nocturna. Malgrat la incomoditat inicial, Marlo i Tully desenvolupen una amistat estreta al llarg de diverses nits. Tully demostra ser una mainadera excepcional, netejant la casa i fent cupcakes per la classe de Jonah. Quan Marlo comenta que Drew té un fetitxe per les dones amb uniformes de cambrera de restaurants del 1950, Tully se'n posa un que Marlo havia comprat abans i fan un trio amb Drew.
Una nit, Tully arriba de treballar visiblement angoixada i diu que s'ha barallat amb la seva companya de pis perquè aquesta hi estava enfadada per dur massa nois a casa. Tully suggereix impulsivament anar a la ciutat per prendre unes copes, Marlo hi accedeix reticentment, i les dues van a l'antic barri de Marlo a Bushwick, Brooklyn. Mentre estan al bar, Tully li diu sobtadament que ja no pot seguir treballant per ella, explicant-li que ella havia d'ocupar un forat i que ara sentia que ja no era necessària. Mentre condueix cap a casa, Marlo s'adorm i el cotxe cau al riu.
Marlo es veu atrapada sota l'aigua, i imagina Tully com una sirena que la va a rescatar. Es desperta a l'hospital amb Drew. Una metgessa en una bata blanca informa Drew que Marlo patia una falta de son extrema i esgotament i, quan aquesta li pregunta per la informació personal de Marlo, aquest li diu que el seu cognom de soltera és Tully. Marlo rep la visita de "Tully" per última vegada i decideixen amigablement que han de deixar de veure's 
Marlo torna a casa, on Jonah li diu que ja no cal que li renti més la pell. Se'n va a la cuina a escoltar música i a fer el dinar dels fills pel següent dia. Drew arriba a casa i comparteix la música amb ella mentre l'ajuda.

## Repartiment
- Charlize Theron com a Marlo
- Mackenzie Davis com a Tully
- Mark Duplass com a Craig
- Ron Livingston com a Drew

## Producció
El 22 de setembre de 2016 ja havia començat el rodatge de Tully a Vancouver, Colúmbia Britànica.
Theron va dir que havia guanyat gairebé 50 lliures (22,7 kg) pel seu paper en un període de tres mesos i mig i que menjava tot el dia per mantenir-lo. Va caldre un any i mig per a perdre tot el pes que havia guanyat després d'acabar el rodatge.

## Estrena
El maig de 2017, Focus Features n'adquirí els drets de distribució i va fixar la data d'estrena pel 20 d'abril de 2018. Tanmateix, el març de 2018 la data es va posposar al 4 de maig.

## Recepció

### Recaptació
A dia 16 de maig de 2018, Tully havia recaptat 7,7 milions de dòlars als Estats Units i al Canadà i 1,1 milions de dòlars a la resta del món, fent un total de 8,8 milions de dòlars.
Als Estats Units i al Canadà, Tully es va estrenar juntament amb Overboardi Bad Samaritan i es va preveure una recaptació d'entre 3 i 4 milions de dòlars en 1353 cinemes el cap de setmana de l'estrena. Va acabar recaptant-ne 3,2; acabant en sisena posició amb un valor inferior al de Labor Day de Reitman (5,1 milions de dòlars el 2014). Un 87% del públic tenia més de 25 anys. Deadline Hollywood va destacar que una recaptació de 6,5 milions de dòlars hauria estat l'ideal per la pel·lícula. Va recaptar-ne 2,2 el segon cap de setmana, caient a vuitena posició.

### Crítica
A la web de crítiques Rotten Tomatoes, la pel·lícula ostenta un índex d'aprovació del 87% sobre 217 ressenyes, amb una puntuació mitjana de 7,7 sobre 10. El consens crític de la web diu "Tully se submergeix en l'experiència de la paternitat amb una barreja admirablement enginyosa entre humor i honestedat pura i dura, encarnada per l'excepcional Charlize Theron." A Metacritic, la pel·lícula té una mitjana ponderada de 75 sobre 100, basada en 52 crítiques, indicant "ressenyes generalment favorables". Segons PostTrak, els espectadors van donar-li una puntuació total positiva del 73% (71% d'aquells espectadors de més de 25 anys i 87% d'aquells de menys de 25 anys).
David Ehrlich d'IndieWire va posar un "B" a la pel·lícula, anomenant-la "més divertida que Juno i gairebé tan implacablement honesta com Young Adult" i dient "Tully mai et toca tant la fibra com podria però hi ha quelcom preciós en la manera que aquestes dues dones aprenen a estimar-se i la manera que això facilita que s'estimin l'una a l'altra." Escrivint per a Rolling Stone, Peter Travers va elogiar la interpretació i el guió, atorgant-li 3,5 de 4 estrelles i dient "quan la pel·lícula fa un gir inesperat i es desvia en l'últim terç, esperes perquè Davis i Theron se n'asseguren. Juntes, aquestes dos actrius dinamita arriben al nucli emocional d'una pel·lícula que acaba sent divertida, emocionant i vital."
Ben Harrison d'Exclaim! va afirmar que "el guió es converteix en una mirada coixa i condescendent a les diferències intergeneracionals que s'apropen a les d'un anunci de Coca-Cola, sense res a dir de la divisió entre la generació Y i la X.
Malgrat que la pel·lícula ve rebre crítiques positives, partidaris de la salut mental maternal van criticar-la per la seva representació de les malalties mentals, que van titllar de descuidada.